# Municipio de Washington (condado de Parke)
El municipio de Washington (en inglés: Washington Township) es un municipio ubicado en el condado de Parke en el estado estadounidense de Indiana. En el año 2010 tenía una población de 1302 habitantes y una densidad poblacional de 13,91 personas por km².

## Geografía
Según la Oficina del Censo de los Estados Unidos, tiene una superficie total de 93.57 km², de la cual 93,1 km² corresponden a tierra firme y (0,51 %) 0,47 km² es agua.

## Demografía
Según el censo de 2010, había 1302 personas residiendo. La densidad de población era de 13,91 hab./km². De los 1302 habitantes, estaba compuesto por el 99,23 % blancos, el 0,31 % eran amerindios, el 0,23 % eran isleños del Pacífico, el 0,08 % eran de otras razas y el 0,15 % eran de una mezcla de razas. Del total de la población el 0,69 % eran hispanos o latinos de cualquier raza.